# Holopelus crassiceps
Holopelus crassiceps är en spindelart som först beskrevs av Embrik Strand 1913.  Holopelus crassiceps ingår i släktet Holopelus och familjen krabbspindlar. Inga underarter finns listade i Catalogue of Life.